# Smarves
Smarves – miejscowość i gmina we Francji, w regionie Nowa Akwitania, w departamencie Vienne.
Według danych na rok 1990 gminę zamieszkiwało 2 089 osób, a gęstość zaludnienia wynosiła 104 osoby/km² (wśród 1467 gmin regionu Poitou-Charentes, Smarves plasuje się na 137. miejscu pod względem liczby ludności, natomiast pod względem powierzchni na miejscu 397.).